# 웁살라 일반 목록
웁살라 일반목록(웁살라 一般目錄, Uppsala General Catalogue, UGC)는 북반구 밤하늘에서 보이는 12,921개의 은하들을 수록한 은하 목록이다. 이 목록은 적위 -02°30' 이상, 시지름 1.0분초 이상, 겉보기 등급 +14.5 이상의 은하들을 다루고 있다.
이 목록 내 대부분의 자료는 팔로마 천문대 천체 연구(POSS, Palomar Observatory Sky Survey)에서 가져왔고, 시지름이 1.0 분초 보다 작지만 겉보기 등급이 +14.5보다 밝은 천체들은 '은하 및 은하단 은하 목록'(CGCG, Catalogue of Galaxies and of Clusters of Galaxies)의 자료를 인용했다.

## 같이 보기
- 분류:UGC 천체
- 웁살라